# Arina Wladimirowna Schulgina
Arina Wladimirowna Schulgina (russisch Арина Владимировна Шульгина; internationale Umschrift: Arina Shulgina; * 25. Juni 1991) ist eine aus Russland stammende Triathletin, die seit 2018 für Kasachstan startet. Sie ist russische Triathlon-Meisterin auf der Sprintdistanz (2010), zweifache russische Duathlon-Meisterin (2013, 2016), zweifache nationale Meisterin auf der Triathlon-Mitteldistanz (2016, 2017) sowie Reservemitglied der Nationalmannschaft.

## Werdegang
Von 2007 bis 2010 nahm Schulgina an acht ITU-Wettkämpfen teil und startet seit 2009 auch in der Elite-Kategorie (Profis).

### Nationale Meisterin Triathlon Sprintdistanz 2010
Bei den Russischen Meisterschaften 2010 in Pensa gewann Schulgina zwei Goldmedaillen in der Junioren/U23-Kategorie (юниорки), nämlich auf den Distanzen 0,3 + 10 + 2 und 0,75 + 20 + 5.

2010 rangierte Schulgina auf dem dritten Rang im russischen U23-Ranking (Юниорки) bzw. auf Platz fünf im Russland-Cup.
Im März 2011 wurde Schulgina Siebte bei den russischen Elite-Aquathlon-Meisterschaften, im April 2011 wurde Schulgina der Titel Meister des Sports (Мастер спорта России) verliehen. Schulgina gehörte der Sport-Eliteschule KOR No. 1 zur Heranbildung zukünftiger Olympioniken in Moskau an.
Im September wurde sie Dritte bei der U23-Weltmeisterschaft Duathlon. In Frankreich geht Schulgina für Issy Triathlon an den Start, im Jahr 2011 im Rahmen der D1-Duathlon-Clubmeisterschaft.

### U23-Europameisterin Duathlon Sprintdistanz 2012
Im April 2012 wurde sie auf der Duathlon-Sprintdistanz in den Niederlanden U23-Europameisterin.
Im Juni 2013 wurde sie in den Niederlanden mit der russischen Mannschaft Vizeeuropameisterin Triathlon U23 Mixed Relay und im September wurde sie Russische Duathlon-Meisterin.
Im Juni 2016 wurde sie Nationale Meisterin auf der Triathlon-Mitteldistanz und einen Monat später auch zum zweiten Mal Staatsmeisterin Duathlon. Seit dem Frühjahr 2018 startete die damals 26-Jährige für Kasachstan.
Um Juli 2017 konnte sie ihren nationalen Titel auf der Triathlon-Mitteldistanz in Bronnizy erfolgreich verteidigen und holte sich diesen Titel ebenso zum zweiten Mal. 2021 wurde die 30-Jährige kasachische Vizestaatsmeisterin Triathlon.

### Privates
Seit November 2015 ist sie verheiratet und lebt mit ihrem Mann in Pensa.

## Sportliche Erfolge
| Datum/Jahr    | Rang | Wettbewerb                                                  | Austragungsort      | Zeit     | Bemerkung                                                                                          |
| ------------- | ---- | ----------------------------------------------------------- | ------------------- | -------- | -------------------------------------------------------------------------------------------------- |
| 17. Juli 2021 | 2    | KAZ Triathlon National Championships                        | Alanya              | 02:16:31 | Vizestaatsmeisterin hinter Ekaterina Shabalina                                                     |
| 12. Juni 2021 | 36   | ITU World Triathlon Cup                                     | Huatulco            | 01:06:41 | |
| 24. Apr. 2021 | 5    | ITU Asia Triathlon Championships                            | Hatsukaichi         | 02:11:06 | hinter der Chinesin Mengying Zhong                                                                 |
| 6. Mai 2018   | 8    | ITU Triathlon World Cup                                     | Chengdu             | 01:01:56 | hinter Emma Jeffcoat                                                                               |
| 8. Apr. 2017  | 8    | ATU Sprint Triathlon African Cup and Pan Arab Championships | Scharm asch-Schaich | 01:12:11 | |
| 27. Aug. 2016 | 10   | RUS Short Distance Triathlon National Championships         | Pensa               | 02:13:01 | |
| 26. Juni 2016 | 24   | ETU Sprint Distance Triathlon European Championships        | Châteauroux         | 01:02:34 | Europameisterschaft auf der Sprintdistanz                                                          |
| 4. Juni 2016  | 3    | RUS Sprint Triathlon National Championships                 | Izhevsk             | 01:05:42 | |
| 3. Apr. 2016  | 7    | ITU Triathlon World Cup                                     | New Plymouth        | 00:59:56 | |
| 26. Sep. 2015 | 3    | ETU Triathlon European Cup Final                            | Sotschi             | 02:00:15 | |
| 18. Juli 2015 | 51   | ITU World Championship Series 2015                          | Hamburg             | 01:01:34 | |
| 31. Mai 2015  | 59   | ITU World Championship Series 2015                          | London              | 01:01:10 | |
| 14. März 2015 | 1    | ATU Triathlon African Cup                                   | Hurghada            | 02:07:28 | |
| 7. März 2015  | 27   | ITU World Championship Series 2015                          | Abu Dhabi           | 01:00:39 | im ersten Rennen der Saison auf der Sprintdistanz                                                  |
| 21. Sep. 2014 | 11   | ETU Triathlon European Cup                                  | Madrid              | 02:15:20 | |
| 27. Juni 2013 | 2    | ETU Triathlon European Championship U23 Mixed Relay         | Rijssen-Holten      | 01:16:49 | gemischte Staffel mit Marija Sergejewna Schorez, Wjatscheslaw Igorewitsch Pimenow und Anton Kozlov |
| 14. Aug. 2011 | 51   | ITU Triathlon World Cup                                     | Tiszaújváros        | 02:08:08 | |
| 8. Sep. 2010  | 49   | ITU Triathlon World Championship Junior Women               | Budapest            | 01:04:02 | Triathlon-Weltmeisterschaft bei den Juniorinnen                                                    |
| 8. Aug. 2010  | 54   | ITU Triathlon World Cup                                     | Tiszaújváros        | 02:08:17 | |
| 3. Juli 2010  | 24   | ETU Triathlon European Championship Junior Women            | Athlone             | 01:06:00 | Triathlon-Europameisterschaft Junioren                                                             |
| 25. Okt. 2009 | 27   | ETU Triathlon Junior European Cup                           | Alanya              | 02:20:12 | |
| 9. Sep. 2009  | 25   | ITU Triathlon Junior Women World Championship               | Gold Coast          | 01:03:57 | Juniorenweltmeisterschaft (750 m Schwimmen, 20,9 km Radfahren und 5,4 km Laufen)                   |
| 26. Okt. 2008 | 2    | ETU Triathlon European Cup Junior Women                     | Alanya              | 01:03:50 | Zweite hinter ihrer Landsfrau Alexandra Germanowna Rasarjonowa                                     |
| 24. Okt. 2007 | 12   | ETU Triathlon European Cup Junior Women                     | Alanya              | 01:07:47 | |

| Datum/Jahr    | Rang | Wettbewerb                                           | Austragungsort | Zeit     | Bemerkung |
| ------------- | ---- | ---------------------------------------------------- | -------------- | -------- | --------- |
| 2. Juli 2017  | 1    | RUS Middle Distance Triathlon National Championships | Bronnitsy      | 04:24:10 |           |
| 19. Juni 2016 | 1    | RUS Middle Distance Triathlon National Championships | St. Petersburg | 04:39:16 |           |

| Datum/Jahr    | Rang | Wettbewerb                             | Austragungsort    | Zeit     | Bemerkung                                          |
| ------------- | ---- | -------------------------------------- | ----------------- | -------- | -------------------------------------------------- |
| 20. Aug. 2016 | 1    | RUS Duathlon National Championships    | Saratow           | 02:08:11 |                                                    |
| 20. Sep. 2013 | 1    | RUS Duathlon National Championships    | Russland          | 01:32:15 | Russische Duathlon-Meisterin                       |
| 29. Apr. 2012 | 1    | ETU Duathlon European Championship U23 | Horst aan de Maas | 01:07:18 | Duathlon-Europameisterin U23 beim Powerman Holland |
| 24. Sep. 2011 | 3    | ITU Duathlon World Championship U23    | Gijón             | 02:13:32 | U23-Duathlon-Weltmeisterschaft auf der Kurzdistanz |

(DNF – Did Not Finish)